# Клонкаррі
Клонкаррі (англ. Cloncurry) — невелике місто в північно-західній частині австралійського штату Квінсленд, центр графства Клонкаррі. Населення міста за оцінками на 2006 рік становило приблизно 2 400 осіб, а населення всього району — 3 400 осіб (2008 рік). Найближче велике місто — Маунт-Айза (розташоване в 100 кілометрах на заході).

## Кліматичний рекорд
16 січня 1989 р. в Клонкаррі була зареєстрована найвища температура в Австралії за всю історію спостережень, рівна +53,1 °C. Тривалий час це місто вважався рекордсменом по температурі Австралії. Однак, нещодавні дослідження показали, що зазначена величина була виміряна з використанням нестандартного температурного екрану і не може бути прийнята як рекордна. Таким чином, найвища виміряна температура в Австралії і Південній півкулі відноситься до м. Однадатта і становить 50,7 °C.

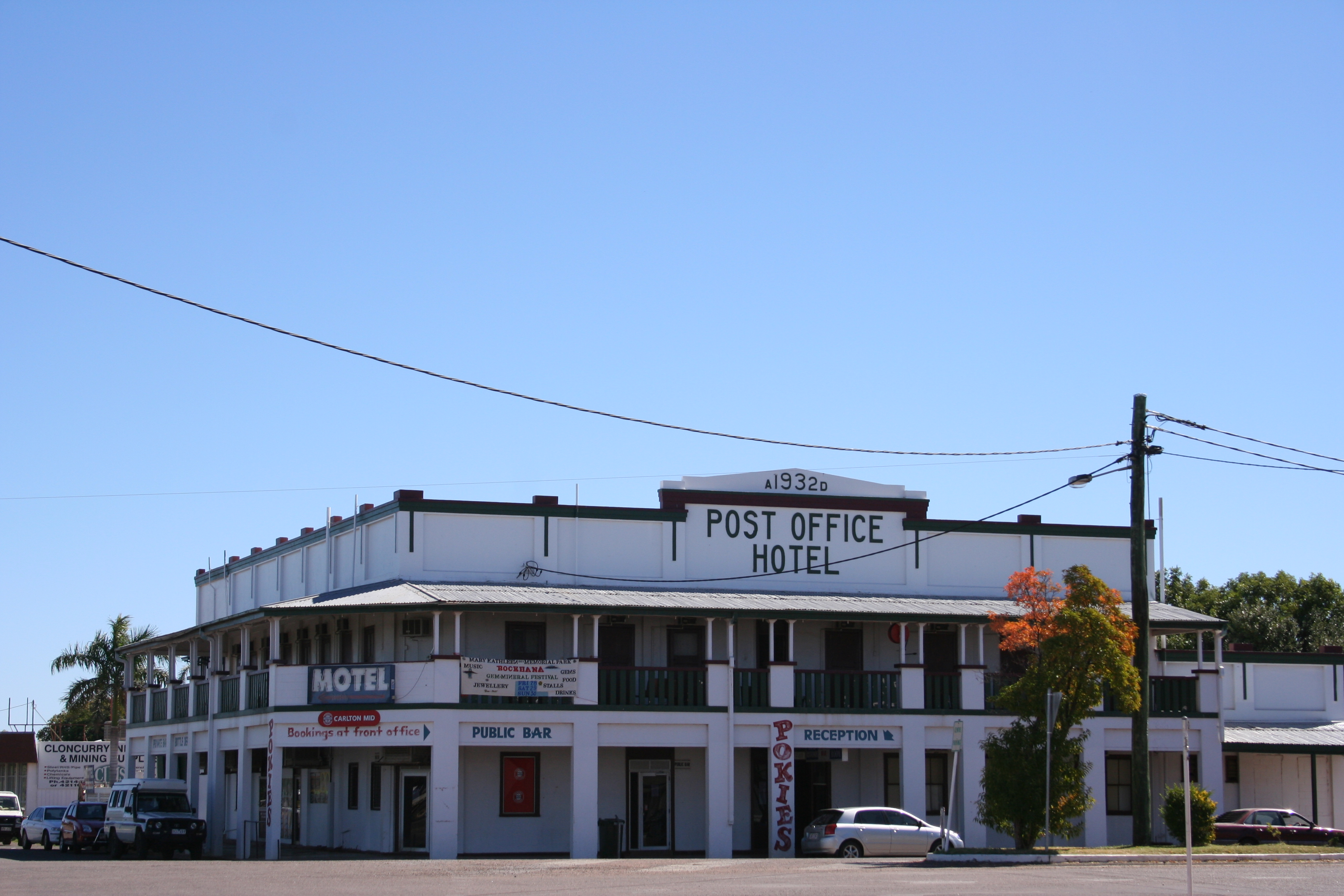
Готель в центрі міста Клонкаррі